# Chorthippus zaitzevi
Chorthippus zaitzevi är en insektsart som beskrevs av Leo L. Mishchenko 1979. Chorthippus zaitzevi ingår i släktet Chorthippus och familjen gräshoppor. Inga underarter finns listade i Catalogue of Life.